# Barycnemis suspecta
Barycnemis suspecta là một loài tò vò trong họ Ichneumonidae.